# Österreichische Alpine Skimeisterschaften 1978
Die Österreichischen Alpinen Skimeisterschaften 1978 fanden vom 14. bis zum 19. Februar in Schladming und Umgebung statt. Die Slaloms wurden in Ramsau am Dachstein, der Riesenslalom der Herren auf der Reiteralm in Pichl-Preunegg und der Riesenslalom der Damen am Galsterberg in Pruggern ausgetragen. Den Abschluss bildeten die Abfahrten auf der Schladminger Planai.

## Herren

### Abfahrt
| Platz | Name              | Zeit        |
| ----- | ----------------- | ----------- |
| 01    | Josef Walcher     | 2:08,26 min |
| 02    | Peter Wirnsberger | 2:08,69 min |
| 03    | Franz Klammer     | 2:09,31 min |
| 04    | Bartl Gensbichler | 2:09,58 min |
| 05    | Klaus Eberhard    | 2:09,71 min |
| 06    | Anton Steiner     | 2:10,30 min |
| 07    | Uli Spieß         | 2:10,51 min |
| 08    | Leonhard Stock    | 2:10,79 min |
| 09    | Helmut Höflehner  | 2:10,92 min |
| 10    | Hans Kirchgasser  | 2:11,23 min |

Datum: 19. Februar 1978

Ort: Schladming

Piste: Planai

Streckenlänge: 3510 m, Höhendifferenz: 897 m

Tore: 29

### Riesenslalom
| Platz | Name               | Zeit        |
| ----- | ------------------ | ----------- |
| 01    | Hans Enn           | 3:11,16 min |
| 02    | Anton Steiner      | 3:12,18 min |
| 03    | Gerhard Jäger      | 3:12,94 min |
| 04    | Leonhard Stock     | 3:13,22 min |
| 05    | Manfred Brunner    | 3:14,26 min |
| 06    | Ewald Zirbisegger  | 3:14,61 min |
| 07    | Bojan Križaj (YUG) | 3:14,81 min |
| 08    | Alfred Steger      | 3:14,91 min |
| 09    | Hans Kraxner       | 3:14,96 min |
| 10    | Peter Rupitsch     | 3:15,36 min |

Datum: 15. Februar 1978

Ort: Pichl

Piste: Reiteralm

Streckenlänge: 1580 m

### Slalom
| Platz | Name               | Zeit        |
| ----- | ------------------ | ----------- |
| 01    | Hans Enn           | 1:36,41 min |
| 02    | Manfred Brunner    | 1:38,39 min |
| 03    | Ewald Zirbisegger  | 1:39,40 min |
| 04    | Alfred Steger      | 1:40,13 min |
| 05    | Franz Gruber       | 1:40,32 min |
| 06    | Gerhard Jäger      | 1:41,03 min |
| 07    | Bojan Križaj (YUG) | 1:41,04 min |
| 08    | Leonhard Stock     | 1:41,09 min |
| 09    | Othmar Kirchmair   | 1:41,15 min |
| 10    | Peter Grielhüsl    | 1:41,16 min |

Datum: 14. Februar 1978

Ort: Ramsau

### Kombination
Die Kombination setzt sich aus den Ergebnissen von Slalom, Riesenslalom und Abfahrt zusammen.
| Platz | Name              | Punkte |
| ----- | ----------------- | ------ |
| 1     | Hans Enn          | 21,17  |
| 2     | Leonhard Stock    | 42,61  |
| 3     | Peter Wirnsberger | 66,18  |
| 4     | Hans Kirchgasser  | 90,97  |
| 5     | Uli Spieß         | 93,78  |
| 6     | Harti Weirather   | 97,15  |

## Damen

### Abfahrt
| Platz | Name                      | Zeit        |
| ----- | ------------------------- | ----------- |
| 01    | Brigitte Habersatter      | 1:19,86 min |
| 02    | Martina Ellmer            | 1:20,25 min |
| 03    | Irmgard Lukasser          | 1:21,65 min |
| 04    | Edith Peter               | 1:21,78 min |
| 05    | Nicola Spieß              | 1:21,82 min |
| 06    | Andrea Haaser             | 1:21,83 min |
| 07    | Brigitte Kerscher-Schroll | 1:21,93 min |
| 08    | Maria Schlechter          | 1:22,55 min |
| 09    | Elisabeth Kraml           | 1:22,64 min |
| 10    | Cornelia Pröll            | 1:22,89 min |

Datum: 19. Februar 1978

Ort: Schladming

Piste: Planai

### Riesenslalom
| Platz | Name                  | Zeit        |
| ----- | --------------------- | ----------- |
| 01    | Annemarie Moser-Pröll | 2:38,24 min |
| 02    | Gabi Hauser           | 2:40,63 min |
| 03    | Lea Sölkner           | 2:40,71 min |
| 04    | Brigitte Habersatter  | 2:40,96 min |
| 05    | Gerlinde Strixner     | 2:41,05 min |
| 06    | Ingrid Eberle         | 2:41,25 min |
| 07    | Martina Ellmer        | 2:41,70 min |
| 08    | Totschnig             | 2:42,25 min |
| 09    | Heidi Riedler         | 2:42,44 min |
| 10    | Andrea Haaser         | 2:42,56 min |

Datum: 16. Februar 1978

Ort: Pruggern

Piste: Galsterberg

### Slalom
| Platz | Name                  | Zeit        |
| ----- | --------------------- | ----------- |
| 01    | Annemarie Moser-Pröll | 1:41,06 min |
| 02    | Uta Wedam             | 1:42,41 min |
| 03    | Gerlinde Strixner     | 1:42,72 min |
| 04    | Ingrid Eberle         | 1:42,90 min |
| 05    | Maria Schlechter      | 1:43,25 min |
| 06    | Brigitte Habersatter  | 1:43,53 min |
| 07    | Michaela Schaffner    | 1:43,86 min |
| 08    | Claudia Zoitl         | 1:44,76 min |
| 09    | Elisabeth Kraml       | 1:46,30 min |
| 10    | Irmgard Lukasser      | 1:46,78 min |

Datum: 14. Februar 1978

Ort: Ramsau

### Kombination
Die Kombination setzt sich aus den Ergebnissen von Slalom, Riesenslalom und Abfahrt zusammen.
| Platz | Name                 | Punkte |
| ----- | -------------------- | ------ |
| 1     | Brigitte Habersatter | 29,71  |
| 2     | Gerlinde Strixner    | 51,02  |
| 3     | Maria Schlechter     | 57,40  |
| 4     | Gabi Hauser          | 67,46  |
| 5     | Elisabeth Kraml      | 73,15  |
| 6     | Heidi Riedler        | 77,57  |